# 日本レーザー歯学会
一般社団法人日本レーザー歯学会（にほんれーざーしがっかい、Japan Society for Laser Dentistry;JSLD）とは、レーザー歯学の進歩発展を取り扱う専門学術団体の一つである。日本歯科医学会の認定分科会。

## 概要
1989年に日本レーザー歯学研究会として設立され、1991年11月30日に日本レーザー歯学会となる。2013年9月30日現在、会員数895名。2015年現在、理事長は渡辺久。

## 総会
年1回

## 本部事務局
〒170-0003　東京都豊島区駒込1-43-9 駒込TSビル4Ｆ（財）口腔保健協会内

## 学会誌
『日本レーザー歯学会誌』年3回発刊  ISSN 0917-7450 全国書誌番号:00088690

## 専門認定
- 歯科医師
  - 日本レーザー歯学会認定医：2010年現在111名[3]
  - 日本レーザー歯学会指導医：2010年現在68名[3]

## 大会等
| 年     | 月日              | 名称                                   | 会長       | 会場                             | テーマ                                                                           | 参加者数 | 備考                             |
| ------ | ----------------- | -------------------------------------- | ---------- | -------------------------------- | -------------------------------------------------------------------------------- | -------- | -------------------------------- |
| 1989年 | 12月9日～10日     | 第1回日本レーザー歯学研究会            | 藤井弁次   | 大阪歯科大学                     |                                                                                  |          |                                  |
| 1990年 | 11月30日～12月1日 | 第2回日本レーザー歯学研究会            | 山本肇     | 日本大学会館                     |                                                                                  |          |                                  |
| 1991年 | 11月30日～12月1日 | 第3回日本レーザー歯学研究会            | 森岡俊夫   | 福岡県歯科医師会館               |                                                                                  |          |                                  |
| 1992年 | 11月27日～28日    | 第4回日本レーザー歯学会総会・学術大会  | 神山紀久男 | 艮陵会館                         |                                                                                  |          |                                  |
| 1993年 | 11月27日～28日    | 第5回日本レーザー歯学会総会・学術大会  | 松本光吉   | 昭和大学上條講堂                 |                                                                                  |          |                                  |
| 1994年 | 11月8日～9日      | 第6回日本レーザー歯学会総会・学術大会  | 深谷昌彦   | ホテルナゴヤキャッスル           |                                                                                  |          |                                  |
| 1995年 | 11月18日～19日    | 第7回日本レーザー歯学会総会・学術大会  | 清水正嗣   | コンパルホール                   |                                                                                  |          |                                  |
| 1996年 | 10月24日～25日    | 第8回日本レーザー歯学会総会・学術大会  | 草刈玄     | ホテルイタリア軒                 |                                                                                  |          |                                  |
| 1997年 | 10月31日～11月1日 | 第9回日本レーザー歯学会総会・学術大会  | 熊崎護     | 大阪府立女性総合センター         |                                                                                  |          |                                  |
| 1998年 | 11月20日～21日    | 第10回日本レーザー歯学会総会・学術大会 | 齋藤毅     | 日本大学会館                     |                                                                                  |          |                                  |
| 1999年 | 11月12日～13日    | 第11回日本レーザー歯学会総会・学術大会 | 田上順次   | 東京医科歯科大学                 |                                                                                  |          |                                  |
| 2000年 | 9月29日～30日     | 第12回日本レーザー歯学会総会・学術大会 | 橋本賢二   | アクトシティ浜松                 |                                                                                  |          |                                  |
| 2001年 | 11月23日～24日    | 第13回日本レーザー歯学会総会・学術大会 | 嶋倉道郎   | ビッグパレットふくしま           |                                                                                  |          |                                  |
| 2002年 | 7月31日～8月2日   | 第14回日本レーザー歯学会総会・学術大会 | 石川烈     | パシフィコ横浜                   |                                                                                  |          | 第8回国際レーザ-歯学会共催       |
| 2003年 | 11月27日～21日    | 第15回日本レーザー歯学会総会・学術大会 | 吉田憲司   | レセプションハウス名古屋逓信会館 |                                                                                  |          |                                  |
| 2004年 | 12月10日～11日    | 第16回日本レーザー歯学会総会・学術大会 | 平井義人   | 東京歯科大学                     |                                                                                  |          |                                  |
| 2005年 | 10月29日～30日    | 第17回日本レーザー歯学会総会・学術大会 | 加藤喜郎   | 日本歯科大学新潟歯学部           |                                                                                  |          |                                  |
| 2006年 | 10月7日～8日      | 第18回日本レーザー歯学会総会・学術大会 | 安孫子宜光 | 幕張メッセ                       |                                                                                  |          |                                  |
| 2007年 | 11月24日～25日    | 第19回日本レーザー歯学会総会・学術大会 | 新井高     | 鶴見大学記念館                   |                                                                                  |          |                                  |
| 2008年 | 9月20日～21日     | 第20回日本レーザー歯学会総会・学術大会 | 粟津邦男   | 大阪大学銀杏会館                 |                                                                                  |          |                                  |
| 2009年 | 11月22日～23日    | 第21回日本レーザー歯学会総会・学術大会 | 南里嶽仁   | 福岡県歯科医師会館               | 歯科用レーザーの魅力そして飛躍                                                   |          | [ 5 ]                            |
| 2010年 | 11月13日～14日    | 第22回日本レーザー歯学会総会・学術大会 | 千田彰     | ウインクあいち                   | Passion & New Technology: The Future in Laser Dentistry レーザー歯学の目指すもの |          | 第31回日本レーザー医学会総会併催 |
| 2011年 | 12月3日～4日      | 第23回日本レーザー歯学会総会・学術大会 | 神原正樹   | 大阪国際会議場                   | レーザーが開く将来の歯科医療                                                     |          | [ 8 ]                            |
| 2012年 | 12月1日～2日      | 第24回日本レーザー歯学会総会・学術大会 | 古森孝英   | 神戸国際会議場                   | レーザー歯学を再考する                                                           |          | [ 9 ]                            |
| 2013年 | 9月28日～29日     | 第25回日本レーザー歯学会総会・学術大会 | 津田忠政   | ベルサール新宿グランド           | 光が織りなす様々な治療法                                                         |          | [ 10 ]                           |
| 2014年 | 12月6日～7日      | 第26回日本レーザー歯学会総会・学術大会 | 横瀬敏志   | タワーホール船堀                 | 温故知新 レーザー歯学のパラダイムシフト                                          |          | [ 11 ]                           |
| 2015年 | 6月6日～7日       | 第27回日本レーザー歯学会総会・学術大会 | 斎藤隆史   | 北海道自治労会館                 | レーザーによる診断・治療 ～基礎から臨床、そして未来へ～                          |          | [ 12 ]                           |

## 加盟団体
- 日本歯科医学会
- 日本歯学系学会協議会